# جامع الأمير منصور عساف
مسجد الأمير منصور العساف هو مسجد يقع في مدينة بيروت، لبنان.

## نظرة عامة
افتتح الأمير منصور العسافي المسجد في 1597 ميلادية.

## تسلسل زمني
1597: افتتح الأمير منصور عساف المسجد.